# Condado de Bradford (Pensilvania)
El condado de Bradford (en inglés: Bradford County) fundado en 1800 es uno de los 67 condados en el estado estadounidense de Pensilvania. En el 2010 el condado tenía una población de 62.622 habitantes en una densidad poblacional de 21 personas por km². La sede de condado es Towanda.

## Geografía
Según la Oficina del Censo, el condado tiene un área total de 3007 km² (1161,0 mi²), de la cual 2981 km² (1151,0 mi²) es tierra y 26 km² (10,0 mi²) (0.89%) es agua.

### Condados adyacentes
- Condado de Chemung, Nueva York (norte)
- Condado de Tioga, Nueva York (norte)
- Condado de Susquehanna (este)
- Condado de Wyoming (sureste)
- Condado de Sullivan (sur)
- Condado de Lycoming (suroeste)
- Condado de Tioga (oeste)

## Demografía
Según el censo de 2000, habían 62,761 personas, 24,453 hogares y 17,312 familias residiendo en la localidad. La densidad de población era de 21 hab./km². Había 28,664 viviendas con una densidad media de 10 viviendas/km². El 97.94% de los habitantes eran blancos, el 0.40% afroamericanos, el 0.31% amerindios, el 0.45% asiáticos, el 0.01% isleños del Pacífico, el 0.19% de otras razas y el 0.69% pertenecía a dos o más razas. El 0.63% de la población eran hispanos o latinos de cualquier raza.
Los ingresos medios por hogar en la localidad eran de $0 y los ingresos medios por familia eran $0. Los hombres tenían unos ingresos medios de $0 frente a los $0 para las mujeres. La renta per cápita para el condado era de $0. Alrededor del 0% de la población estaban por debajo del umbral de pobreza.

## Localidades

### Boroughs
Alba |
Athens |
Burlington |
Canton |
Le Raysville |
Monroe |
New Albany |
Rome |
Sayre |
South Waverly |
Sylvania |
Towanda |
Troy |
Wyalusing 

### Municipios
Albany |
Armenia |
Asylum |
Athens |
Burlington |
Canton |
Columbia |
Franklin |
Granville |
Herrick |
Leroy |
Litchfield |
Monroe |
North Towanda |
Orwell |
Overton |
Pike |
Ridgebury |
Rome |
Sheshequin |
Smithfield |
South Creek |
Springfield |
Standing Stone |
Stevens |
Terry |
Towanda |
Troy |
Tuscarora |
Ulster |
Warren |
Wells |
West Burlington |
Wilmot |
Windham |
Wyalusing |
Wysox 

### Lugares designados por el censo
Greens Landing

### Áreas no incorporadas
Berrytown |
Browntown 